# 빛돌이 우주 2만리
《빛돌이 우주 2만리》(프랑스어: 20 000 lieues dans l'espace 
둑스 밀리언즈 리우에스 단스 이스파이스[*] 영어: Space Strikers 스페이스 스트라이커스[*])는 대한민국과 파리, 미국 합작이자 대한민국의 애니메이션이다. 쥘 베른의 소설 《해저 2만리》를 바탕으로 제작되었다. SBS가 창사 기념으로 제작하였으며 세계최초의 입체형 3D 애니메이션이다. 총 26화(해외버전은 13화)로 이루어졌으며 이 애니메이션을 통하여 빛돌이를 SBS의 마스코트가 되었다.
빛돌이 우주 2만리는 대한민국의 SBS가 기획하고, SBS 프로덕션, 세영애니텔/세영동화과 프랑스의 M6과 사반 엔터테인먼트 미국과 파리 지사가 제작에 참여하였다.

## 방송 일시
| 방송 채널 | 방송일                             | 방송 시간                                |
| --------- | ---------------------------------- | ---------------------------------------- |
| SBS       | 1993년 1월 23일                    | 토요일 오전 9시 25분 ~ 9시 55분          |
| SBS       | 1993년 10월 22일 ~ 1994년 2월 4일  | 금요일 오후 6시 5분 ~ 6시 35분           |
| SBS       | 1995년 11월 6일 ~ 1995년 12월 20일 | 월요일 ~ 목요일 오후 5시 50분 ~ 6시 20분 |

## 등장 인물
- 빛돌이(성우 이현선)
- 네모 선장(성우 이정구)
- 나찬별(성우 故 오세홍)
- 네드 랜드
- 돌핀
- 지나
- 로보 박사
- 팬텀 대왕
- 철갑 사령관(성우 노민)
- 죠스 제독

## 제작진
- 프로듀서: 샘 유잉
- 감독: 브루노 비앙키
- 애니메이션 제작: 세영애니텔/세영동화
- 작화감독: 김대중
- 레이아웃: 이영환
- 원화: 조성옥, 곽노수, 장환, 고성운, 이동영
- 원화 클린업: 김효태, 이종만, 고종환
- 선화: 홍진숙, 김경옥, 장현아
- 동화: 권명운, 박운식, 김소란
- 채화: 원상은, 고윤자, 조연숙
- 배경: 박재현, 이강욱, 장정호
- 파이날 체킹: 남세환, 오세욱
- 촬영: 최순호, 전문호